# Primera División de Chile 1937
Primera División de Chile 1937 var den chilenska högstaligan i fotboll för herrar för säsongen 1937, som slutade med att Colo-Colo vann mästerskapet.

## Sluttabell
| Plac | Lag                | Poäng | S  | V | O | F  | GM | IM | MSK |
| ---- | ------------------ | ----- | -- | - | - | -- | -- | -- | --- |
| 1    | Colo-Colo          | 21    | 12 | 9 | 3 | 0  | 47 | 20 | 27  |
| 2    | Magallanes         | 16    | 12 | 7 | 2 | 3  | 38 | 32 | 6   |
| 3    | Unión Española     | 16    | 12 | 8 | 0 | 4  | 22 | 21 | 1   |
| 4    | Santiago Morning   | 13    | 12 | 6 | 1 | 5  | 38 | 33 | 5   |
| 5    | Audax Italiano     | 12    | 12 | 5 | 2 | 5  | 33 | 34 | -1  |
| 6    | Santiago Badminton | 6     | 12 | 2 | 2 | 8  | 31 | 49 | -18 |
| 7    | Santiago Wanderers | 0     | 12 | 0 | 0 | 12 | 17 | 37 | -20 |

I sex matcher tilldömdes det förlorande laget segern. Detta ändrades i kolumnerna för vinster, oavgjorda och förluster, men antalet gjorda och insläppta mål beräknas på det först spelade resultatet innan ändringen av segrare.
| Primera División Vinnare av Primera División 1937 |
| ------------------------------------------------- |
| Chile                                             |
| Colo-Colo 1:a titeln                              |